# Sandra Sabatés
Sandra Sabatés (Granollers, 29 de juliol de 1979) és una periodista catalana.
És llicenciada en Comunicació audiovisual per la Universitat Pompeu Fabra de Barcelona. Va presentar l'informatiu de TVE per Catalunya en l'edició de les 8 del vespre fins que es va incorporar a LaSexta. Des dels seus inicis professionals, ha estat lligada a la televisió, primer com a presentadora d'informatius locals de l'Hospitalet i posteriorment en treballs de producció per a Localia, Canal Sur i Transworld Sport.
Des del 9 de gener de 2012 es va convertir en la substituta de Beatriz Montañez en El Intermedio de LaSexta i deixà LaSexta Deportes per presentar amb El Gran Wyoming el programa de 21.30 a 22.30 h. Ella és l'encarregada de llegir les notícies d'actualitat en un to irònic.
El gener del 2017, TV3 va anunciar que Sabatés debutaria a la televisió pública de Catalunya per presentar, juntament amb Ana Boadas i Bibiana Ballbè, un programa nocturn d'humor, amb música i amb personalitats del moment.
L'any 2019 la secció que presentava al programa El intermedio, Mujer tenía que ser, va obtenir el Premi Bones Pràctiques en Comunicació no sexista de l'Associació de Dones Periodistes de Catalunya, per visibilitzar les dones en les seves múltiples facetes.